# Saïd Saber
Pour les articles homonymes, voir Saber.
Said Saber (en arabe : سعيد صابر), né le 7 juillet 1995, est un nageur marocain.

## Carrière
Said Saber obtient la médaille de bronze du relais 4 x 200 mètres nage libre aux Championnats d'Afrique de natation 2016 à Bloemfontein.
Aux Championnats d'Afrique de natation 2018 à Alger, il est médaillé d'argent du 5 kilomètres en eau libre et médaillé de bronze du 200 mètres papillon.